# Darjan Bayajmetov
Darjan Bayajmetov (en kazajo: Дархан Арғынұлы Баяхметов, en ruso: Дархан Аргынович Баяхметов; Öskemen, 21 de agosto de 1985) es un luchador kazajo de lucha grecorromana. Participó en dos Juegos Olímpicos. Consiguió quinto lugar en los Juegos Olímpicos de Pekín 2008 y octavo en Juegos Olímpicos de Londres 2012 en la categoría de 66 kg. Compitió en cinco campeonatos mundiales consiguiendo un octavo puesto en 2007. Ganó una medalla de bronce en los Juegos Asiáticos de 2010. Obtuvo la medalla de oro en Campeonatos Asiáticos de 2009 y de bronce en 2015. Dos veces representó a su país en la Copa del Mundo, en el 2009 clasificándose en la primera posición.